# یانگ‌وانگ یو۸
یانگ‌وانگ یو۸ (انگلیسی: Yangwang U8) یک شاسی‌بلند لوکس فول‌سایز است که توسط شرکت خودروسازی بی‌وای‌دی  تحت برند یانگ‌وانگ تولید می‌شود. یو۸ نخستین خودروی برند یانگ‌وانگ به‌شمار می‌رود و در ژانویه ۲۰۲۴ معرفی شد. این خودرو یک وسیله نقلیه الکتریکی است که موتور بنزینی آن به عنوان افزایش‌دهنده مسافت یا بُرد مفید خودرو  عمل می‌کند.

## مرور کلی
یانگ‌وانگ یو۸ نخستین بار در ۵ ژانویه ۲۰۲۳ رونمایی شد. فروش این شاسی‌بلند در ۱۸ آوریل در چین آغاز گردید. قیمت‌گذاری رسمی در ۲۰ سپتامبر ۲۰۲۳ اعلام شد؛ نسخه پریمیوم  با قیمت ۱٬۰۹۸٬۰۰۰ یوان، در زمان معرفی، گران‌ترین خودروی برقی تولید انبوه چینی به‌شمار می‌رفت تا اینکه در فوریه ۲۰۲۴، خودروی سوپر اسپورت یانگ‌وانگ یو۹ با قیمت ۱٬۶۸۰٬۰۰۰ یوان این رکورد را شکست. مدل آفرود مستر  از یو۸ نیز عرضه خواهد شد که شامل تجهیزات ویژه برای رانندگی خارج از جاده است، از جمله سپر جلوی بازطراحی‌شده، اسنورکل (لولهٔ تنفسی)، و باربند قابل‌جدا شدن با نردبان کناری.

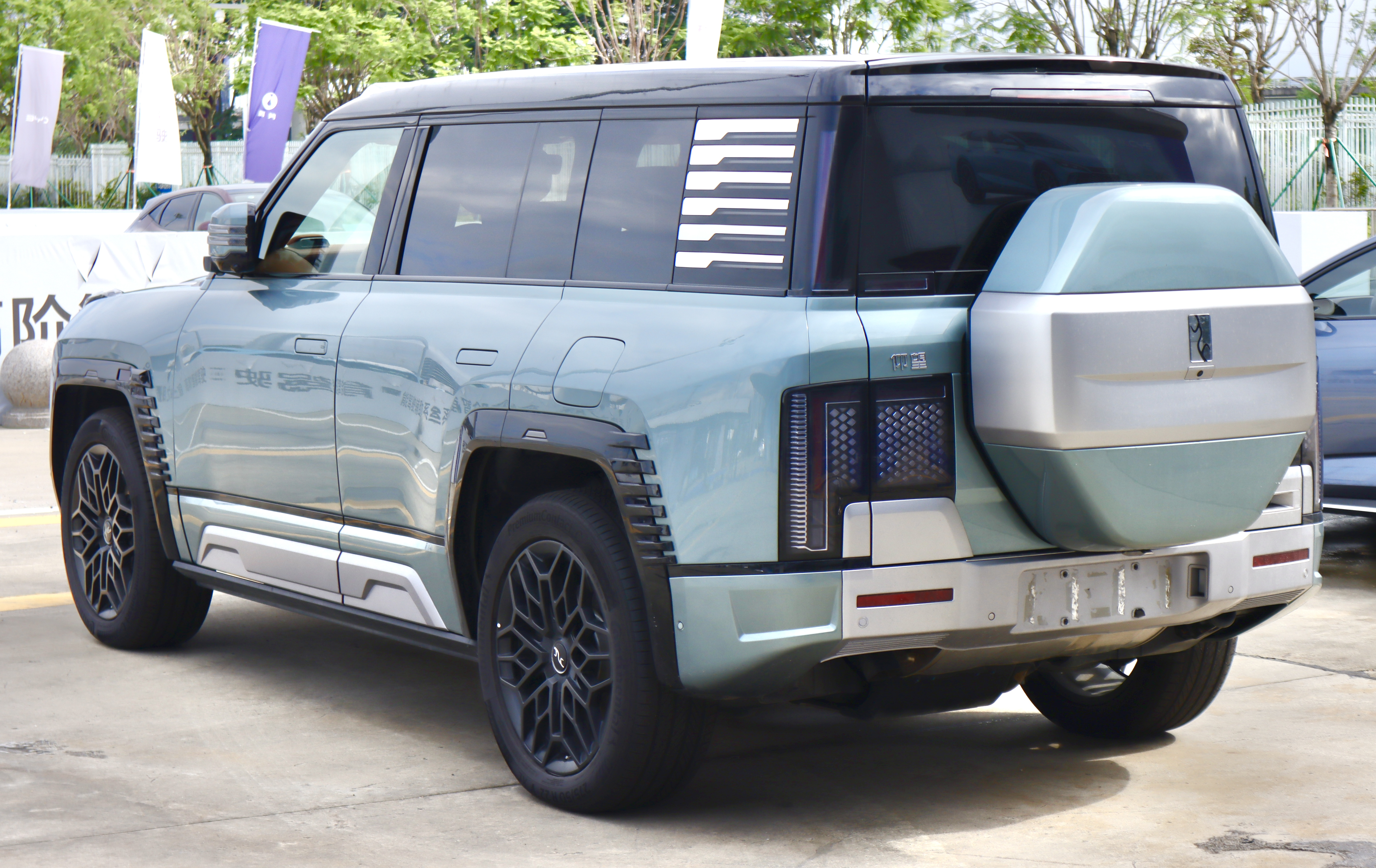
نمای پشتی
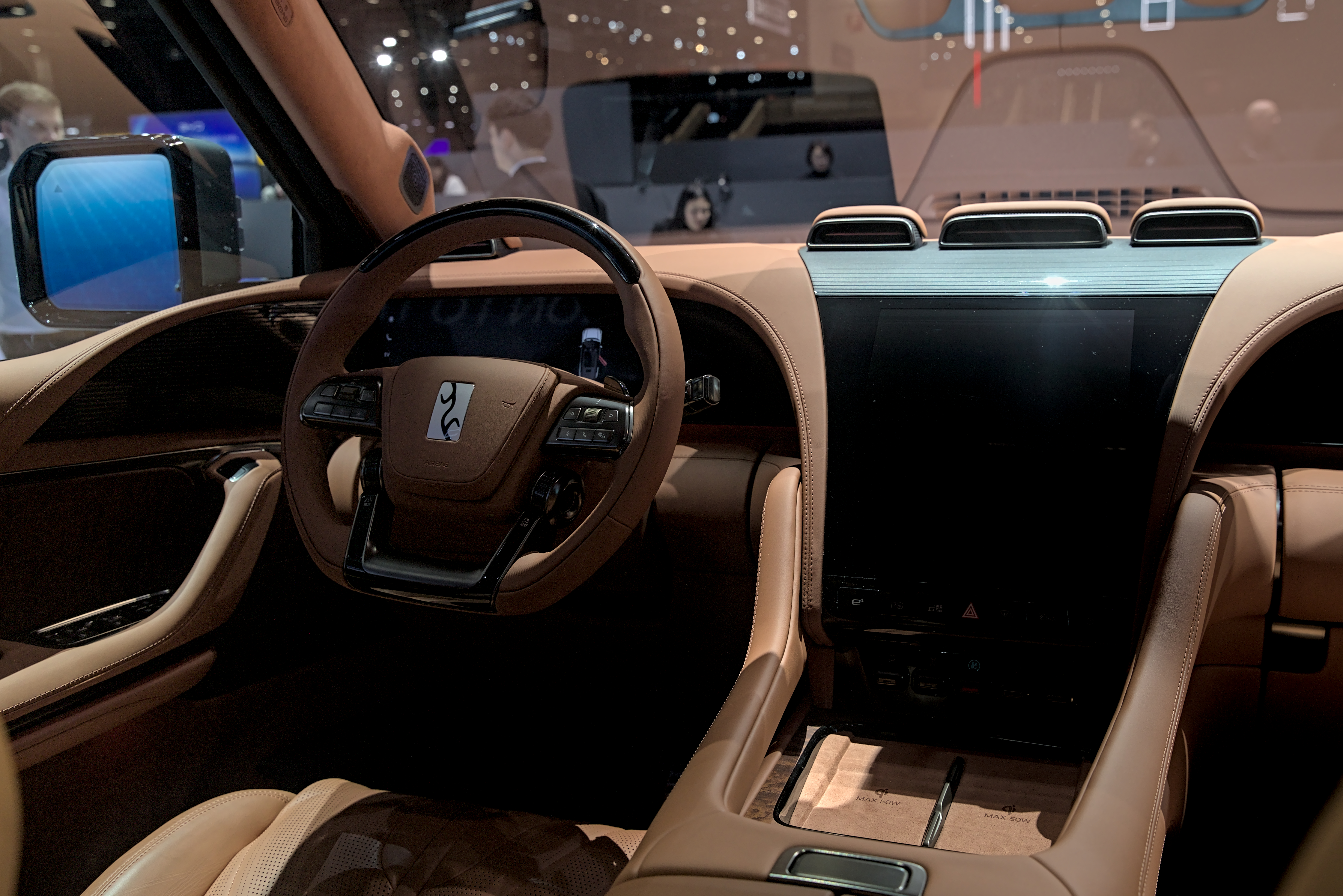
نمای داخلی

### یانگ‌وانگ یو۸-ال
نسخه کشیده‌‌تر یانگ‌وانگ یو۸ با نام یو۸-ال در نمایشگاه خودروی شانگهای ۲۰۲۵ در آوریل ۲۰۲۵ معرفی شد. این مدل دارای سه ردیف صندلی با ظرفیت شش سرنشین است و فاصله بین دو محور آن ۲۰۰ میلی‌متر بیشتر از نسخه استاندارد بوده و بدنه آن نیز ۸۱ میلی‌متر (۳.۲ اینچ) بلندتر است.
یو۸-ال از طرح رنگ دوگانه «مشکی شیشه‌سنگی / طلایی سان‌اِستون» بهره می‌برد. نشان‌های جلو و عقب یانگ‌وانگ از طلای ۲۴ عیار ساخته شده‌اند و این ماده به‌صورت اختیاری برای نشان فرمان نیز قابل انتخاب است. این خودرو به رینگ‌های آلیاژی فورج‌شده ۲۳ اینچی با طراحی هشت‌سوراخ مجهز شده است.
در قسمت عقب، یو۸-ال تایر زاپاس بیرونی که در مدل استاندارد دیده می‌شود را حذف کرده و به جای آن، از درِ صندوق عقب برقی با طراحیِ دو لته عمودی بهره می‌برد.

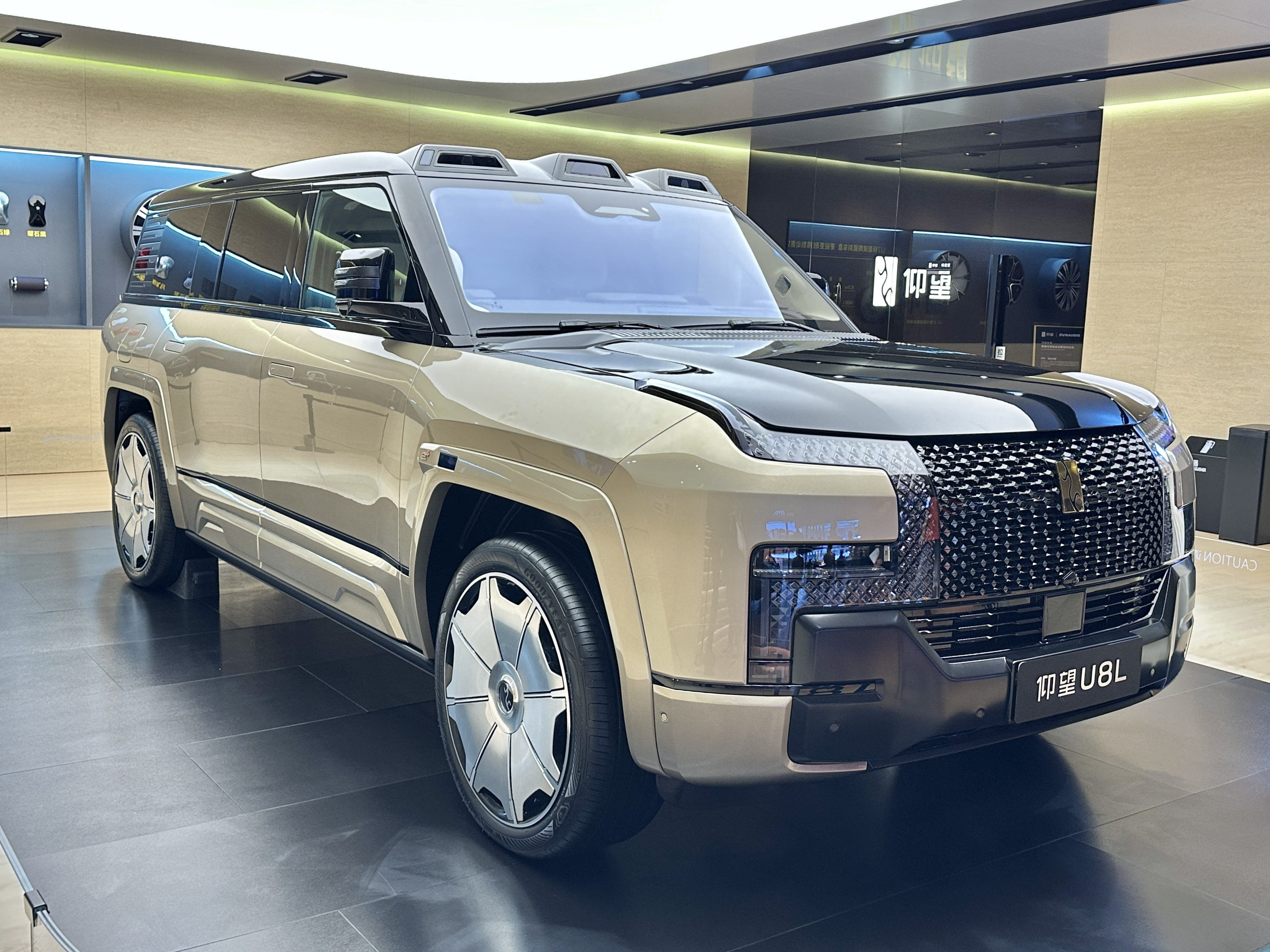
یانگ‌وانگ یو۸-ال
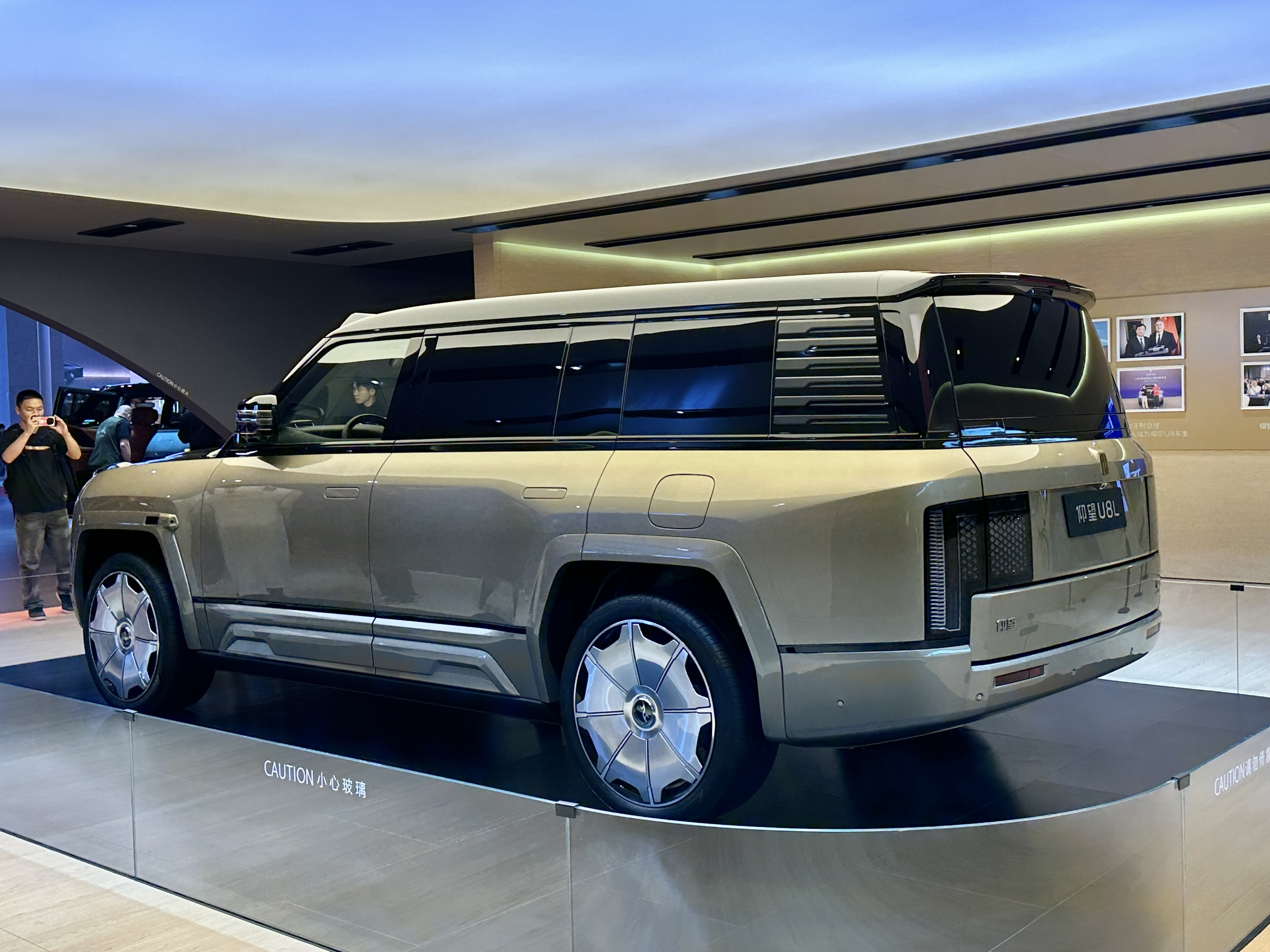
نمای پشتی

## مشخصات فنی
یو۸ از فناوری اختصاصی بی‌وای‌دی با نام «e4»  بهره می‌برد که نوعی فناوری رانش مستقل برای هر چرخ است. این سیستم، نخستین سامانه هیدرولیکی هوشمند ویژه بدنه برای خودروهای آفرود انرژی نو در جهان است که از چهار موتور الکتریکی مجزا بهره می‌برد که هر یک، یک چرخ را به حرکت درمی‌آورد. این فناوری به سیستم کنترل کشش این امکان را می‌دهد که گشتاور نیرو را مجدداً توزیع کند و در صورت ترکیدن لاستیک در سرعت بالا، پایداری خودرو را حفظ کند. همچنین این فناوری به یو۸ اجازه می‌دهد تا از طریق فرمان‌گیری تفاضلی، در فضاهای تنگ تا ۳۵۹ درجه چرخش «تانکی» انجام دهد، به‌طوری‌که چرخ‌های چپ و راست در جهت مخالف یکدیگر بچرخند. در رویداد رسانه‌ای اوایل سال ۲۰۲۳، مدیرعامل بی‌وای‌دی، وانگ چوان‌فو، شخصاً یک خودروی نمایشی مجهز به چرخ‌های مکانوم را به‌صورت جانبی روی صحنه راند. به گفته توسعه‌دهندگان، سیستم چهارچرخ متحرک الکترونیکی جدید، صد برابر سریع‌تر از یک سیستم چهارچرخ متحرک معمولی عمل می‌کند.
مدل پایه یو۸ به سامانه تعلیق فعال دیسوس-پی  مجهز است که قابلیت افزایش ارتفاع از سطح زمین تا ۱۵ سانتی‌متر را دارد. نسخه پریمیوم یو۸ که یک خودروی آفرود محسوب می‌شود، قادر به حرکت در عمق آب تا ۱٬۰۰۰ میلی‌متر  است، در حالی‌که نسخه مدل آفرود مستر می‌تواند تا ۱٬۴۰۰ میلی‌متر در آب حرکت کند، زیرا به اسنورکل (لولهٔ تنفسی) مجهز شده است. همچنین این خودرو قابلیت محدودی برای شناوری بر روی آب دارد، اگرچه بی‌وای‌دی دارندگان خودرو را از انجام این کار بر حذر می‌دارد، چرا که این قابلیت صرفاً به‌عنوان راه فرار اضطراری در شرایط بحرانی مانند سیل ناگهانی طراحی شده و پس از استفاده، خودرو باید برای بازبینی به مرکز خدمات مراجعه کند. زمانی‌که خودرو عمق آبی بیشتر از حد مجاز را تشخیص دهد، حالت اضطراری شناور فعال می‌شود. در این حالت، موتور بنزینی خاموش می‌شود، سیستم دیسوس-پی تعلیق را به حداکثر ارتفاع می‌برد، پنجره‌ها به‌طور خودکار بسته می‌شوند، تهویه مطبوع روی حالت گردش داخلی قرار می‌گیرد و سانروف باز می‌شود تا به‌عنوان خروجی اضطراری عمل کند. خودرو می‌تواند به مدت ۳۰ دقیقه شناور بماند و با سرعت ۳ کیلومتر بر ساعت به جلو حرکت کند. زوایای ورود، خروج و شکست به‌ترتیب ۳۶.۵، ۳۵.۴ و ۲۵.۵ درجه هستند و شاخص حرکت سطح شیب‌دار آن ۶۰۰ است.
داشبورد یو۸ به سه نمایشگر مجهز است که شامل یک نمایشگر ۲۳.۶ اینچی برای پنل ابزار راننده، یک نمایشگر عمودی ۱۲.۸ اینچی لمسی برای سیستم اطلاعات و سرگرمی در مرکز، و یک نمایشگر ۲۳.۶ اینچی دیگر برای سرنشین جلو می‌شود. دو نمایشگر دیگر نیز در پشت صندلی‌های جلو برای سرنشینان عقب نصب شده‌اند، و یک نمایشگر دیگر نیز روی کنسول بین صندلی‌های عقب قرار دارد. راننده به یک نمایشگر جلو-سری واقعیت افزوده ۷۰ اینچی دسترسی دارد و سیستم صوتی خودرو شامل ۲۲ بلندگوی برند دایناودیو است. سایر فناوری‌های داخل خودرو شامل سه شارژ بی‌سیم موبایل، یک دوربین حرارتی و یک تلفن ماهواره‌ای یکپارچه می‌شود. کنسول مرکزی به یخچال کمپرسوری داخلی، فریزر و گرم‌کن مجهز است که می‌تواند دما را بین منفی ۶ تا مثبت ۵۰ درجه سانتی‌گراد حفظ کند.
یو۸ از سامانه روی یک تراشه انویدیا درایو-اورین برای سامانه کمک‌راننده پیشرفته سطح ۲ بهره می‌برد که توان پردازشی آن ۵۰۸ فلاپس است. ورودی‌ها از طریق ۳۸ حسگر اطراف خودرو تأمین می‌شود، که شامل ۳ لیدار، ۱۳ دوربین، ۱۲ حسگر فراصوت و رادارهای بسامد بس‌بالای ۵ میلی‌متری است.

## پیشرانه
یو۸ به یک موتور بنزینی توربوشارژر ۲.۰ لیتری مجهز است که به‌صورت مکانیکی به چرخ‌ها متصل نیست، بنابراین این خودرو در دسته وسایل نقلیه برقی با افزایش‌دهنده مسافت یا بُرد مفید خودرو قرار می‌گیرد. این موتور، یک باتری ۴۹.۰۵ کیلووات‌ساعتی را شارژ می‌کند که به نوبه خود، چهار موتور الکتریکی کششی ۲۲۰ کیلوواتی (۲۹۵ اسب‌بخار) را تغذیه می‌کند و در مجموع، توان خروجی خودرو به ۸۸۰ کیلووات (۱۱۸۰ اسب‌بخار) می‌رسد.
حداکثر بُرد خودرو با باک کامل ۷۵ لیتری بنزین و باتری کاملاً شارژشده، بر اساس چرخه CLTC، ۱٬۰۰۰ کیلومتر (۶۲۰ مایل) اعلام شده است. حداکثر سرعت آن به ۲۰۰ کیلومتر بر ساعت (۱۲۴ مایل بر ساعت) محدود شده و شتاب ۰ تا ۱۰۰ کیلومتر بر ساعت (۰ تا ۶۲ مایل بر ساعت) آن طبق ادعا، ۳.۶ ثانیه است.
یو۸ از شارژ سریع دی‌سی تا توان ۱۱۰ کیلووات پشتیبانی می‌کند، و شرکت خودروسازی بی‌وای‌دی اعلام کرده که مدت زمان شارژ از ۳۰ تا ۸۰ درصد در حدود ۱۸ دقیقه است. همچنین این خودرو قادر است از طریق قابلیت خودرو به شبکه تا ۶ کیلووات توان تخلیه را برای مصرف‌کننده‌های خارجی تأمین کند.
| موتور (بدون اتصال به چرخ‌ها)                                                    | موتور (بدون اتصال به چرخ‌ها)                   | باتری                          | نحوه توزیع نیرو | موتور الکتریکی | موتور الکتریکی | موتور الکتریکی                                    | موتور الکتریکی                                  | ۰–۱۰۰ کیلومتر بر ساعت (۰–۶۲ مایل بر ساعت) (ادعای سازنده) | مسافت برقی (ادعای سازنده) | مسافت برقی (ادعای سازنده) | سال تولید  |
| نیروی محرکه                                                                    | قدرت                                          | باتری                          | نحوه توزیع نیرو | نوع            | نوع            | قدرت                                              | کشش                                             | ۰–۱۰۰ کیلومتر بر ساعت (۰–۶۲ مایل بر ساعت) (ادعای سازنده) | CLTC                      | WLTP                      | سال تولید  |
| ------------------------------------------------------------------------------ | --------------------------------------------- | ------------------------------ | --------------- | -------------- | -------------- | ------------------------------------------------- | ----------------------------------------------- | -------------------------------------------------------- | ------------------------- | ------------------------- | ---------- |
| BYD487ZQD موتور ۱٬۹۹۷ سانتی‌متر مکعب (۲٫۰ لیتر) موتور چهارسیلندر خطی توربوشارژر | ۲۰۰ کیلووات (۲۶۸ اسب بخار؛ ۲۷۲ اسب بخار متری) | ۴۹٫۰۵ ;کیلووات لیتیم آهن فسفات | چهارچرخ متحرک   | جلو            | پی‌ام‌اس‌ام       | ۴۴۰ کیلووات (۵۹۰ اسب بخار؛ ۵۹۸ اسب بخار متری)     | ۶۴۰ نیوتن متر (۶۵٫۳ کیلوگرم متر؛ ۴۷۲ پوند-فوت)  | ۳٫۶ ثانیه                                                | ۱۸۰ کیلومتر (۱۱۲ مایل)    | ۱۲۴ کیلومتر (۷۷ مایل)     | ۲۰۲۳–اکنون |
| BYD487ZQD موتور ۱٬۹۹۷ سانتی‌متر مکعب (۲٫۰ لیتر) موتور چهارسیلندر خطی توربوشارژر | ۲۰۰ کیلووات (۲۶۸ اسب بخار؛ ۲۷۲ اسب بخار متری) | ۴۹٫۰۵ ;کیلووات لیتیم آهن فسفات | چهارچرخ متحرک   | پشت            | پی‌ام‌اس‌ام       | ۴۴۰ کیلووات (۵۹۰ اسب بخار؛ ۵۹۸ اسب بخار متری)     | ۶۴۰ نیوتن متر (۶۵٫۳ کیلوگرم متر؛ ۴۷۲ پوند-فوت)  | ۳٫۶ ثانیه                                                | ۱۸۰ کیلومتر (۱۱۲ مایل)    | ۱۲۴ کیلومتر (۷۷ مایل)     | ۲۰۲۳–اکنون |
| BYD487ZQD موتور ۱٬۹۹۷ سانتی‌متر مکعب (۲٫۰ لیتر) موتور چهارسیلندر خطی توربوشارژر | ۲۰۰ کیلووات (۲۶۸ اسب بخار؛ ۲۷۲ اسب بخار متری) | ۴۹٫۰۵ ;کیلووات لیتیم آهن فسفات | چهارچرخ متحرک   | ترکیبی:        | ترکیبی:        | ۸۸۰ کیلووات (۱٬۱۸۰ اسب بخار؛ ۱٬۱۹۶ اسب بخار متری) | ۱٬۲۸۰ نیوتن متر (۱۳۱ کیلوگرم متر؛ ۹۴۴ پوند-فوت) | ۳٫۶ ثانیه                                                | ۱۸۰ کیلومتر (۱۱۲ مایل)    | ۱۲۴ کیلومتر (۷۷ مایل)     | ۲۰۲۳–اکنون |
| منبع:                                                                          |                                               |                                |                 |                |                |                                                   |                                                 |                                                          |                           |                           |            |

## بازاریابی و فروش
از زمان رونمایی عمومی یو۸ در نمایشگاه خودروی شانگهای در آوریل ۲۰۲۳، تا تاریخ ۶ اکتبر ۲۰۲۳، این خودرو حدود ۴٬۰۰۰ سفارش در چین دریافت کرده است.
شرکت خودروسازی بی‌وای‌دی قصد دارد یو۸ را به بازارهای بین‌المللی صادر کند و بی‌وای‌دی استرالیا تأیید کرده است که عرضه این خودرو در بازار استرالیا قطعی شده است.
یو۸ نخستین‌بار در اروپا در نمایشگاه بین‌المللی خودروی ژنو ۲۰۲۴ معرفی شد. با این حال، عرضه این مدل در بازارهای اروپایی هنوز تأیید نشده است.
یو۸ همچنین در نمایشگاه خودروی سئول ۲۰۲۵ در کره جنوبی به نمایش گذاشته شد.
| سال  | فروش  | تولید کلی |
| سال  | چین   | تولید کلی |
| ---- | ----- | --------- |
| ۲۰۲۳ | ۲٬۰۰۱ | ۲٬۰۰۱     |
| ۲۰۲۴ | ۷٬۳۶۶ | ۷٬۳۶۶     |